# Chuck Smith
Charles Ward " Chuck " Smith (25 de junio de 1927 - 3 de octubre de 2013) fue un pastor estadounidense que fundó el movimiento Calvary Chapel . Comenzando con la congregación de Costa Mesa de 25 personas en 1965, la influencia de Smith ahora se extiende a "más de 1.000 iglesias en todo el país y cientos más en el extranjero", algunas de las cuales se encuentran entre las iglesias más grandes de los Estados Unidos. Se le ha llamado "una de las figuras más influyentes del cristianismo estadounidense moderno". La fundación de Calvary Chapel se describe en la película Jesus Revolution de 2023, con Smith interpretado por Kelsey Grammer.

## Controversia
En su libro End Times de 1978 , Smith predijo incorrectamente que la generación de 1948 sería la última generación y que el mundo terminaría a más tardar en 1981. Smith apoyó nuevamente sus convicciones en su manuscrito de 1980 "Future Survival", postulando que a partir de su "comprensión de las profecías bíblicas... [estoy] convencido de que el Señor [vendrá] por Su Iglesia antes de finales de 1981". Identificó que "podría estar equivocado", pero continuó en la misma frase que "es una convicción profunda en mi corazón, y todos mis planes se basan en esa creencia". Calvary Chapel celebró un servicio de Nochevieja en 1981 para que sus seguidores esperaran a que ocurriera el final, de acuerdo con la predicción de Smith. Cuando el mundo no logró terminar, muchos seguidores desilusionados abandonaron el movimiento Calvary Chapel. Años más tarde, Smith emitió lo que el periodista Gustavo Arellano describió como una "no disculpa débil" por la predicción, diciendo que fijar fechas para el fin del mundo estaba mal y "estuvo cerca" de hacer eso.
Smith atrajo críticas por establecer conexiones entre desastres como los ataques del 11 de septiembre y la ira divina contra la homosexualidad y el aborto. 
Smith también ha sido criticado públicamente con acusaciones de que ha tolerado irregularidades financieras  y sexuales dentro del movimiento Calvary Chapel.
En 2006, Smith contribuyó decisivamente a sacar a su hijo, Chuck Smith Jr., del ministerio en el movimiento Calvary Chapel. Los Angeles Times informó que Smith Jr. fue despedido cuando planteó preguntas sobre las creencias teológicas y la filosofía del ministerio de su padre.

## Vida personal
El 19 de junio de 1947, Smith se casó con Kay Johnson. Se desempeñó como directora del ministerio de mujeres en Calvary Chapel Costa Mesa durante muchos años. Tuvieron cuatro hijos juntos. 
El 27 de diciembre de 2009, Smith sufrió un derrame cerebral leve en su casa y fue hospitalizado de inmediato.  Se recuperó y regresó al ministerio. 
Smith anunció durante el servicio del Día de Año Nuevo de 2012 que tenía cáncer de pulmón. En junio de 2013, los médicos de Smith descubrieron que su cáncer de pulmón había avanzado de la etapa tres a la etapa cuatro.